# مسیر پیروزی (فیلم ۱۹۹۴)
راه پیروزی (به هندی: Vijaypath) یا مسیر پیروزی فیلمی محصول سال ۱۹۹۴ و به کارگردانی فاروغ صدیقی است. در این فیلم بازیگرانی همچون اجی دیوگن، تابو، دنی دنزونگپا، گلشن گروور، ریما لاگو ایفای نقش کرده‌اند.